# Грях
Вижте пояснителната страница за други значения на Грях.
Грях е постъпка, действие, което нарушава законите и правилата, установени от Всемогъщия Бог. В по-общ смисъл грях е нарушаване на морално-етични норми, установени от обществото. Може също така да означава грешка.

## Грях в различните религии

### Християнство (първороден грях)
Според християнството грехът, извършен от първия човек, Ева, се предава на нейните потомци по наследство, с други думи, човек се ражда грешен. Единственото нещо, което може да освободи човек от греха и да доведе до спасението на душата му, е вярата в Иисус Христос.
Общата християнска гледна точка за греха е свързана с най-важните текстове от Стария и Новия Завет и отчасти се различава от юдейската теология.
Грехът разрушава връзката между човек и Бог. Той се възприема от християните като провинение спрямо Бог, а съгрешаването към съчовеците – като Божии създания, се разбира като грях срещу Създателя. Много християнски подразделения изискват изповядване и прошка на греховете. Това става с помощта на едно от седемте християнски тайнства - покаяние или изповед както се нарича още то.

#### Становище на Библията
Грехът е основна причина за духовното отделяне на човека от Бог (Ис.59:1). Не се има предвид само сегашното
отделяне на човека от Бога, но и вечното отделяне (Римл.6:23). Грехът причинява смърт. А покаянието от греховете значи Вечен живот.
Грехът не пречи само на връзката с Бог, но и на отношенията със съчовеците (Лк.15:21). Преди всичко грехът обръща човека срещу Бога (Пс.51:6).
В Библията грехът е равнозначен на беззаконие (1 Йн.3:4), както и на неправда (1 Йн.5:17). Оттук идва и връзката между греха и престъпването на закона, тъй като чрез Божия закон грехът бива признат (Римл.3:20). Тъй като човек е престъпил Божия закон поне един път в живота си, всеки човек от само себе си е грешник (Римл.3:23).
Грях се вменява въз основа на познаване на закона (Римл.5:13) и неговата валидност (Римл.6:14). Човек бива спасен не по собствени заслуги, а чрез Божията милост и благодат (Еф.2:8).
Православна формулировка 
Чрез изкупителното дело на Господ Иисус Христос в св. Тайнство Евхаристия- ни се опрощават греховете и се приобщаваме с Бог за вечен живот - магистър по богословие Иван Божурин. 

### Ислям
Ислямът вижда като грях всяко действие, което е насочено против волята на Аллах. В исляма грехът е действие, а не състояние. Коранът учи, че човек е способен да продаде душата си на злото и че дори пророците могат да бъдат грешни. В исляма молитвата и вършенето на добро са начините за изкупуване на греха.

### Будизъм
Будизмът не признава идеята за греха, основното в него е  кармата или действието като причинно-следствена връзка водеща до повтаряне на цикъла на преражданията и страданията (самсара) както и много други понятия като мокша, самадхи, самскара, кайваля и др. които са трудно разбираеми за западния начин на мислене, контрапункт на западния начин на мислене е задоволството от "справедливо" възмездие за погрешно поведение разбирано като карма като самото действие на това осъзнаване също навлича "карма" ако използваме западното разбиране за грях пренесено върху източното понятийно разбиране .